# Hans von Voltelini

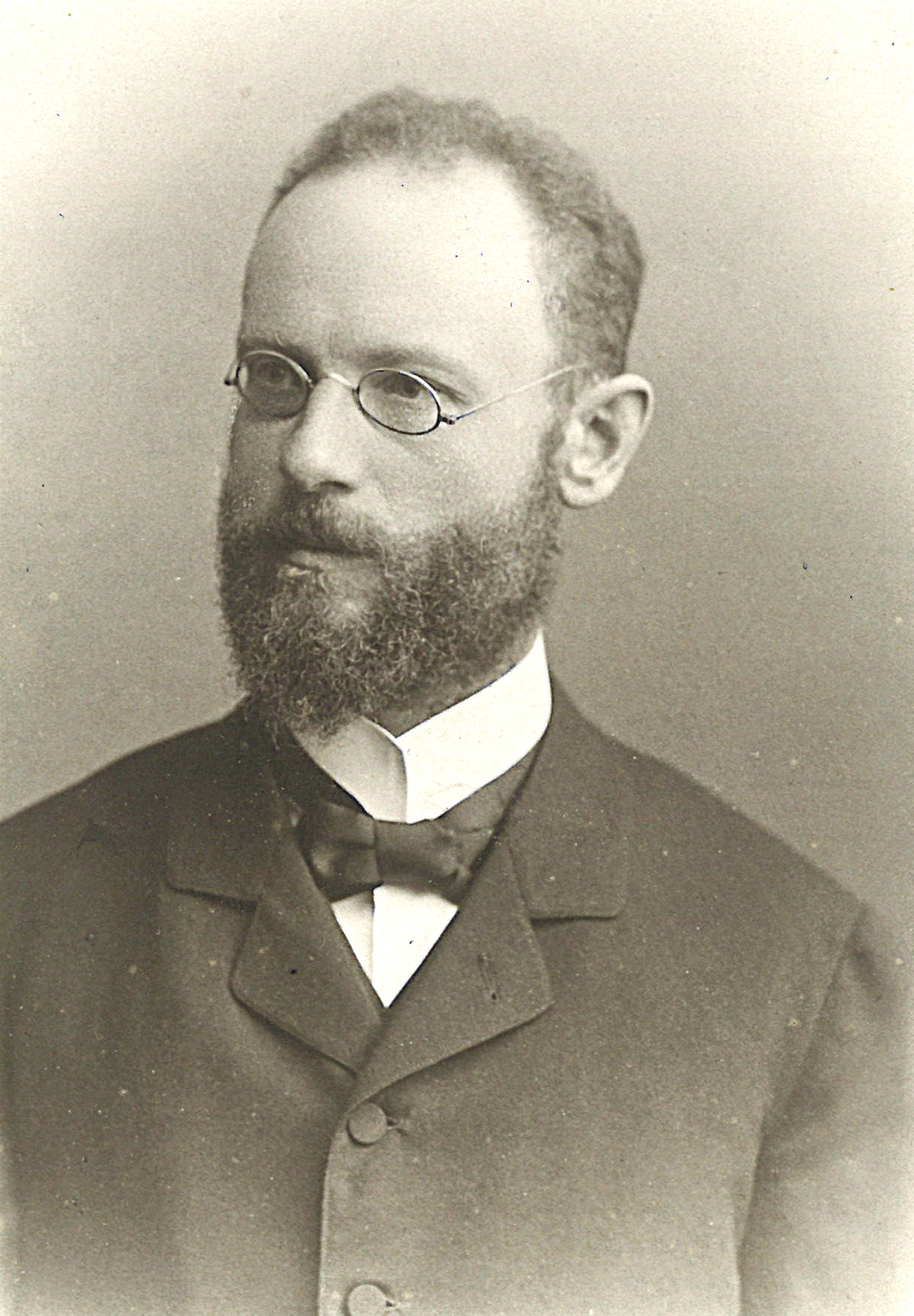
Hans von Voltelini im Fakultätsalbum der Universität Innsbruck (um 1900)

Hans von Voltelini, ab 1919 Hans Voltelini (* 31. Juli 1862 in Innsbruck, Kaisertum Österreich; † 25. Juni 1938 in Wien, Deutsches Reich), war ein österreichischer Jurist, Historiker, Rechtshistoriker und Hochschullehrer.

## Leben und Wirken
Hans von Voltelini war ein Sohn des Senatspräsidenten des Obersten Gerichts- und Kassationshofs Lorenz von Voltelini und seiner Ehefrau Ida Ernst. Er gehörte einer Trienter Adelsfamilie an, die ursprünglich aus dem Veltlin stammte und im 15. Jahrhundert in Trient geadelt worden war. Im 18. Jahrhundert zog die Familie nach Nordtirol. Seine Kindheit verbrachte er in Bozen, wo er während der Sommermonate auf Burg Kampenn wohnte. Er studierte Geschichte und Rechtswissenschaft an den Universitäten Innsbruck und Wien. Zur weiteren Vertiefung seiner Studien war er in Rom, traditionell eines der bedeutendsten internationalen Zentren historischer und humanistischer Forschung, wo er als Stipendiat des Österreichischen Historischen Instituts (ÖHI-Rom) seinen Studien nachging. Seine Promotion sub auspiciis zum Dr. phil. erfolgte 1887, seine Promotion zum Dr. jur. 1892.
Von 1886 bis 1900 war er als Archivar im Haus-, Hof- und Staatsarchiv in Wien tätig, welches 1749 von Maria Theresia als zentrales Archiv des Hauses Habsburg gegründet wurde und heute ein Teil vom Österreichischen Staatsarchiv ist. Seine Habilitation im Deutschen Recht und Österreichischer Reichsgeschichte an der Universität Wien erfolgte 1899. Im folgenden Jahr, 1900, wurde er dort außerordentlicher Professor. Von 1902 bis 1908 war er als ordentlicher Professor an der Universität Innsbruck tätig. Voltelini kehrte 1908 an die Universität Wien zurück, wo er eine Anstellung als ordentlicher Professor für deutsche Rechtsgeschichte antrat. Seine Emeritierung fand 1934 statt. Während der Studienjahre 1916/17, 1917/18 und 1924/25 fungierte er als Dekan der Wiener Rechts- und Staatswissenschaften Fakultät. Des Weiteren vertrat er diese als Senator im Akademischen Senat der Universität Wien in den Studienjahren 1920/21 bis 1922/23.
Er verfasste mehrere Werke zur österreichischen Geschichte. Darunter schrieb er über die Stadtverfassung, das Stadtbild und die Sozialgeschichte von Wien. Grundlegend sind seine Studien zur Geschichte des mittelalterlichen Notariats, dessen Frührezeption im deutschsprachigen Raum er am Südtiroler Beispiel aufgezeigt hat.
Voltelini war seit 1903 korrespondierendes Mitglied der Accademia Roveretana degli Agiati. Im gleichen Jahr wurde er korrespondierendes und 1909 wirkliches Mitglied der Akademie der Wissenschaften in Wien. Im Rahmen seiner Mitgliedschaft bei der Akademie der Wissenschaften gehörte er der Weistümer- und Urbarkommission an, deren Aufgabe die Edition einschlägiger Rechtsquellen war, sowie der Kommission für die Zeitschrift der Savigny-Stiftung für Rechtsgeschichte. Seit 1913 war er Mitglied im Deutschen Klub. Von 1920 bis zu seinem Tod im Jahr 1938 gehörte er dem Vorstand des Vereins für Geschichte der Stadt Wien an.
Sein Werk Die Anfänge der Stadt Wien fand nach seinem Erscheinen starke Beachtung. Allerdings sind die dort aufgeführten Hypothesen inzwischen überholt, da Voltelini von einer Stadtgründung zwischen 1030 und 1042 ausging.
Sein Biograph Oswald Redlich beschrieb ihn als einen kleinen, zartgebauten Mann, der stark kurzsichtig war. Trotzdem meisterte Voltelini die schwierigsten Bergtouren in den Alpen, wo er häufig unterwegs war.

## Ehrungen
- Ehrentitel Hofrat
- Der Verein für Geschichte der Stadt Wien widmete ihm 1932 zu seinem 70. Geburtstag den Band vier der Abhandlungen zur Geschichte und Quellenkunde der Stadt Wien.[8]
- Im Jahr 1937 erhielt er einen Ehrendoktortitel (Dr. h. c.) der Staatswissenschaften und ein Goldenes Doktordiplom der philosophischen Fakultät der Universität Wien. Des Weiteren hielt er zwei Ehrendoktortitel (Dr. h. c.) der Universitäten Innsbruck und Bonn.
- Am 4. November 1937 wurde ihm der Ehrenring der Stadt Wien verliehen, eine seit 1925 verliehene Auszeichnung, die an Persönlichkeiten vergeben wird, die in erhöhtem Maße dazu beigetragen haben, das Ansehen Wiens durch außerordentliche künstlerische oder wissenschaftliche Leistungen zu mehren und über die Grenzen Österreichs Anerkennung gefunden haben.
- Die Voltelinistraße in Jedlesee wurde 1940 nach ihm zu Ehren benannt.

## Schriften (Auswahl)

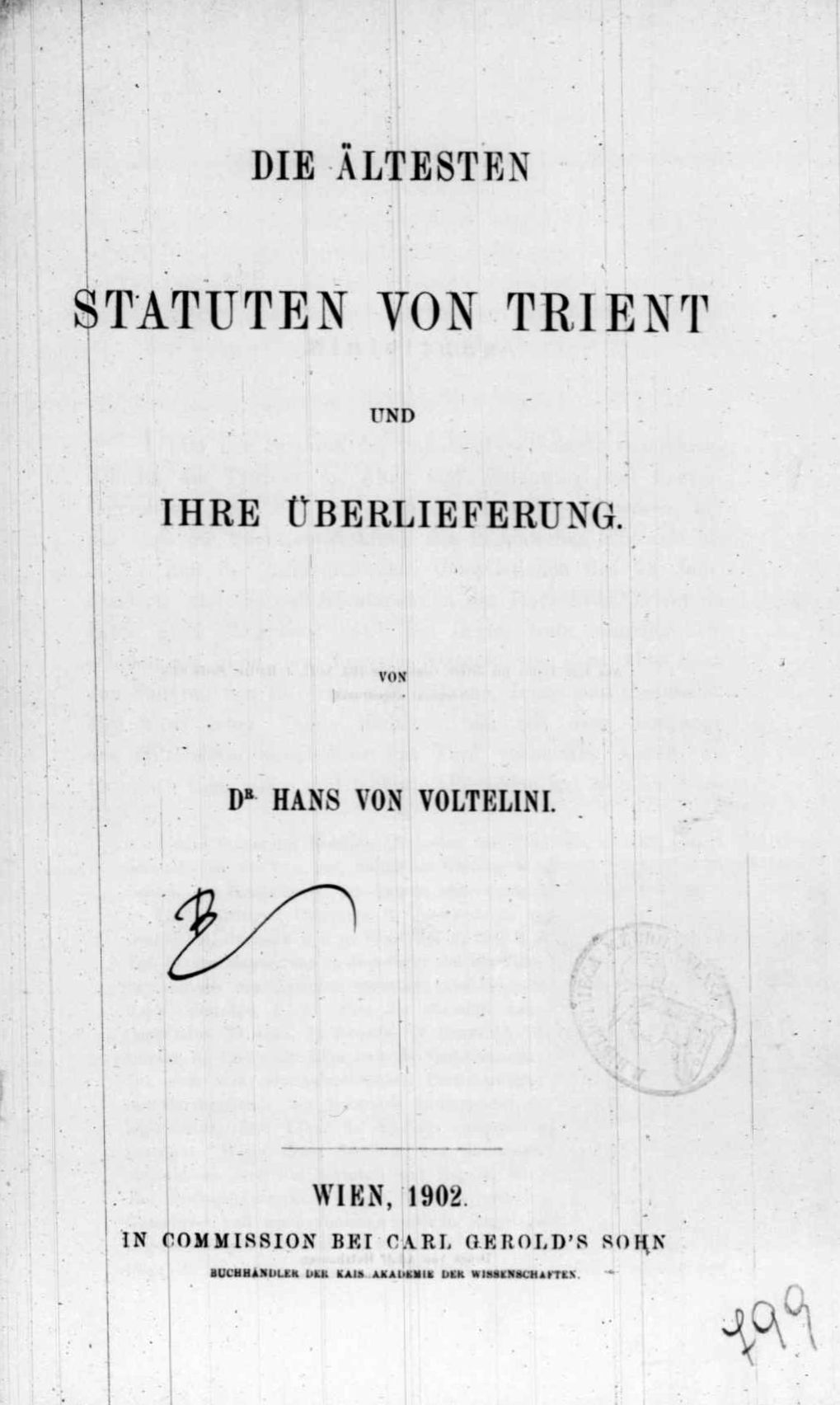
Statuten von Trient, 1902

- Die Südtiroler Notariats-Imbreviaturen des dreizehnten Jahrhunderts. Teil 1 (= Acta Tirolensia. Band 2), Wagner, Innsbruck 1899 (Digitalisat).
- Statuten von Trient. Gerolds Sohn, Wien 1902 (beic.it).
- Forschungen und Beiträge zur Geschichte des Tiroler Aufstandes im Jahr 1809. Perthes, Gotha 1909.[9]
- Der Codex Theresianus im Österreichischen Staatsrat. In: Festschrift zur Jahrhundertfeier des Allgemeinen Bürgerlichen Gesetzbuches, Band 1, 1911, S. 33–82.[9]
- Die Anfänge der Stadt Wien. Fromme, Wien/Leipzig 1913.[9]
- Das welsche Südtirol. Erläuterungen zum Historischen Atlas der österreichischen Alpenländer. Band I/3: Tirol und Vorarlberg. Holzhausen, Wien 1919, S. 95–310 (Digitalisat).
- (gemeinsam mit Franz Huter): Die Südtiroler Notariats-Imbreviaturen des dreizehnten Jahrhunderts. Teil 2 (= Acta Tirolensia. Band 4), Wagner, Innsbruck 1951 (Digitalisat) (postum).